# Coptops undulatus
Coptops undulatus es una especie de escarabajo longicornio del género Coptops, tribu Mesosini, subfamilia Lamiinae. Fue descrita científicamente por Pascoe en 1865.

## Descripción
Mide 13-23 milímetros de longitud.

## Distribución
Se distribuye por Malasia (Borneo).